# Ключева (Нижньосергинський район)
Ключева́ (рос. Ключевая) — селище у складі Нижньосергинського району Свердловської області. Входить до складу Кленовського сільського оселення.
Населення — 1155 осіб (2010, 1437 у 2002).
Національний склад станом на 2002 рік: росіяни — 82 %.